# Stenohya pengae
Espèce
Stenohya pengae est une espèce de pseudoscorpions de la famille des Neobisiidae.

## Distribution
Cette espèce est endémique du Guangxi en Chine. Elle se rencontre à Nanning sur le mont Daming.

## Description
Les mâles mesurent de 3,3 à 3,6 mm et les femelles de 3,9 à 5,0 mm.

## Étymologie
Cette espèce est nommée en l'honneur de Yan-qiu Peng.

## Publication originale
- Hu & Zhang, 2012 : Description of two new Stenohya species from China (Pseudoscorpiones, Neobisiidae). ZooKeys, vol. 213, p. 79-91 (texte intégral).